# Трипутня
Трипу́тня — село в Україні, у Дубровицькій міській громаді Сарненського району Рівненської області. До 2020 підпорядковувалося Трипутнянській сільській раді. Відповідно до Розпорядження Кабінету Міністрів України від 12 червня 2020 року № 722-р «Про визначення адміністративних центрів та затвердження територій територіальних громад Рівненської області» увійшло до складу Дубровицької міської громади. Населення становить 572 особи (2011).

## Назва
За однією версією назва села походить від «трьох путень» (відер), — так в давні часи називали відра. За іншою легендою назва села походить від трьох путів (доріг), один з яких був у сторону с. Дубов'я, другий — на с. Осова, третій — на Дубровицю.[джерело?]
Польською мовою згадується як Tryputnia, російською — як Трипутни.

## Географія
Площа села — 1,07 км². Згідно з дослідженням 2017 року, за яким оцінювалися масштаби антропогенної трансформації території Дубровицького району внаслідок несанкціонованого видобутку бурштину, екологічна ситуація села характеризувалася як «катастрофічна».

### Клімат
Клімат у селі вологий континентальний («Dfb» за класифікацією кліматів Кеппена). Опадів 607 мм на рік. Найменша кількість опадів спостерігається в березні й сягає у середньому 28 мм. Найбільша кількість опадів випадає в червні — близько 87 мм. Різниця в опадах між сухими та вологими місяцями становить 59 мм. Пересічна температура січня — -5,6 °C, липня — 18,5 °C. Річна амплітуда температур становить 24,1 °C.
| Клімат Трипутні                   | Клімат Трипутні | Клімат Трипутні | Клімат Трипутні | Клімат Трипутні | Клімат Трипутні | Клімат Трипутні | Клімат Трипутні | Клімат Трипутні | Клімат Трипутні | Клімат Трипутні | Клімат Трипутні | Клімат Трипутні | Клімат Трипутні |
| Показник                          | Січ.            | Лют.            | Бер.            | Квіт.           | Трав.           | Черв.           | Лип.            | Серп.           | Вер.            | Жовт.           | Лист.           | Груд.           | Рік             |
| Середній максимум, °C             | −2,6            | −1,5            | 3,2             | 12,2            | 19,1            | 22,7            | 23,8            | 22,9            | 18,1            | 11,7            | 4,7             | −0,1            | 11,2            |
| Середня температура, °C           | −5,6            | −4,7            | −0,4            | 7,3             | 13,5            | 17,3            | 18,5            | 17,4            | 13,1            | 7,7             | 2,2             | −2,6            | 7,0             |
| Середній мінімум, °C              | −8,5            | −7,8            | −4              | 2,5             | 8,0             | 11,9            | 13,2            | 12,0            | 8,2             | 3,7             | −0,2            | −5,1            | 2,8             |
| Норма опадів, мм                  | 36              | 30              | 28              | 41              | 57              | 87              | 81              | 64              | 57              | 44              | 41              | 41              | 607             |
| --------------------------------- | --------------- | --------------- | --------------- | --------------- | --------------- | --------------- | --------------- | --------------- | --------------- | --------------- | --------------- | --------------- | --------------- |
| Джерело: Climate-Data.org (англ.) |                 |                 |                 |                 |                 |                 |                 |                 |                 |                 |                 |                 |                 |

### Пам'ятки природи
- Трипутнянський парк — комплексна державна пам'ятка природи місцевого значення площею 3 га, розташована в Трипутнянському лісництві.[8]

## Історія
Село вперше згадується 1654 року. За іншими даними перша згадка про село Трипутня — 1629 рік.(карта Волинського воєводства 1629 року).
Поблизу Трипутнів проживав пан Бронз, маєток якому подарував воробинський граф Плятер у 18 ст. Пан Бронз був людиною високоосвіченою і висококультурною, до того ж безмежно закоханий був у навколишню природу. Своє помістя він розмістив поблизу церкви на березі лісового потічка. Поблизу палацу він заклав чудовий парк, в якому висадили до 120 порід дерев і чагарників. Насіння квітів він виписував з багатьох країн Європи, в тому числі і з Голландії тюльпани. А на потічку він вибудував каскад ставків з проточною джерельною водою. Крім коропів пан розводив навіть форель.[джерело?]
У 1906 році село входило до складу Бережницької волості Луцького повіту Волинської губернії Російської імперії. У 1918—1920 роки нетривалий час перебувало в складі Української Народної Республіки.
Внаслідок Ризького мирного договору у 1921 році Західне Полісся до складу Польської держави. Рівненщину було поділено на 4 повіти: Острозький, Дубенський, Костопільський і Ровенський.[джерело?]
У 1921—1939 роки входило до складу Польщі. У 1921 році село входило до складу гміни Бережниця Сарненського повіту Поліського воєводства Польської Республіки. 1930 року Сарненський повіт приєднаний до складу Волинського воєводства. У 1936 році входило до однойменної громади.
В селі була польська школа. Навчання було безплатне. Вивчали Закон Божий, історію, читання, математику, музику, вчили вишивати. Проводилися екскурсії поїздом в село Хіночі та в м. Дубровицю.[джерело?]
Поблизу Трипутнів, у лісі розташовувалося польське село Березина. В ньому було 30 хат. Церкви в польському селі не було, тому поляки ходили до костьолу в Дубровицю та Володимирець.[джерело?]
В 1939 році село в складі Правобережної України було приєднано до України в складі Радянського Союзу.
З початком Німецько-радянської війни Волинь і Полісся перетворились на прифронтову смугу. 28 червня німці захопили м. Рівне. Німецького гарнізону в селі не було. Однак німці, приїжджаючи у темно-зелених мундирах, тримаючи в руках нагайки, разом з поліцаями забирали продовольство(поросята, корови, хліб і т. ін.), ламали жорна, діжки, плуги.[джерело?]
Страшна трагедія сталася у 1943 році. В результаті конфлікту між бандерівцями та поляками 7 квітня 1943 року (на Благовіщення) спалили польське село Березину. Вдалося втекти лише декільком полякам. А в суботу 23 квітня 1943 року (на Великдень) поляки та німці розпочали жахливу акцію знищення села Трипутня. Село було взяте у кулеметне кільце, щоб люди не могли втекти. З смолоскипами в руках поляки почали підпалювати хату за хатою. Під дулами кулеметів люди втікали в ліс, ховалися по льохах. Поляками було вбито 78 людей. Після жахливої пожежі люди не мали де жити. Приходилося перебувати по 5-6 сімей в одній хаті .До печі була черга, щоб спекти хліб.[джерело?]
У роки Другої світової війни деякі мешканці села долучилися до національно-визвольної боротьби в лавах УПА та ОУН. Весною 1943 року польська банда Ліверовського напала на хутори поблизу села і почала здійснювати грабежі мирного населення, проте наразилася на опір кущової боївки самооборони (УПА), яка відбила награбоване. У квітні 1943 року німці з поляками спалили село та вбили близько 60 українців. 20 квітня 1943 року німці з поляками повністю спалили село і вбили 90 мирних мешканців. За даними українського націоналістичного підпілля у липні 1943 року більшовики спалили в Трипутнях 10 хат. У серпні того ж року польські більшовицькі партизани спалили живцем 3 мешканців села. Загалом встановлено 49 жителів села, які брали участь у визвольних змаганнях, з них 22 загинуло, 12 було репресовано.
10 січня 1944 року Дубровицю зайняли частини 397 стрілецької дивізії 1 Українського фронту і радянські партизани Бегми.
У 1947 році село Трипутня разом з хутором Гора підпорядковувалося Трипутнянській сільській раді Дубровицького району Ровенської області УРСР.
Після війни у вересні 1949 року в Трипутні було створено колгосп «Нове життя».[джерело?]
Рішенням Дубровицької райради депутатів трудящих від 17 червня 1950 року 7 господарств колгоспу «Нове життя» села Трипутня були занесені у список «бандпособницьких» і підлягали вивозу за межі УРСР.
11 грудня 1950 року колгосп «Нове життя» був об'єднаний з колгоспом ім. Молотова села Грані. 9 жовтня 1957 року колгосп ім. Молотова був перейменований у колгосп «Україна». 20 лютого 1958 року до колгоспу «Україна» був приєднаний колгосп ім. Чапаєва села Кривиця, до якого входили села: Кривиця, Літвиця, Залі шани. В 1960 році колгосп «Україна» був перетворений на підсобне лісове господарство ліспромгоспу Домбровицького району. З квітня 1966 року був створений радгосп «Трипутнянський». З 1996 року створено КСП «Трипутнянський». З січня 2000 року СВК «Трипутнянський».[джерело?]
Відповідно до прийнятої в грудні 1989 року постанови Ради Міністрів УРСР село занесене до переліку населених пунктів, які зазнали радіоактивного забруднення внаслідок аварії на Чорнобильській АЕС, жителям виплачувалася грошова допомога. Згідно з постановою Кабінету Міністрів Української РСР, ухваленою в липні 1991 року, село належало до зони гарантованого добровільного відселення. На кінець 1993 року забруднення ґрунтів становило 2,65 Кі/км² (137Cs + 134Cs), молока — 6,65 мКі/л (137Cs + 134Cs), картоплі — 0,56 мКі/кг (137Cs + 134Cs), сумарна доза опромінення — 195 мбер, з якої: зовнішнього — 34 мбер, загальна від радіонуклідів — 161 мбер (з них Cs — 150 мбер).

## Відомі люди
- Калинюк Дмитро — командир 1-ї бриґади УПА-Північ «Пам'ять Базару» («Пам'ять Крут», (ім. Лайдаки)) Західна ВО «Завихост». Загинув поблизу села.

## Населення
Станом на 1 січня 2011 року населення села становить 572 особи. Густота населення — 612,15 особи/км².
Станом на 1906 рік у селі було 74 двори та мешкало 453 особи.
Станом на 10 вересня 1921 року в селі налічувалося 109 будинків та 607 мешканців, з них: 298 чоловіків та 309 жінок; 558 православних, 44 юдеї та 5 римо-католиків; 560 українців, 42 євреї та 5 поляків.
Згідно з переписом УРСР 1989 року чисельність наявного населення села становила 646 осіб, з яких 300 чоловіків та 346 жінок. На кінець 1993 року в селі мешкало 632 жителів, з них 166 — дітей.
За переписом населення України 2001 року в селі мешкало 649 осіб.

### Мова
Розподіл населення за рідною мовою за даними перепису 2001 року:
| Мова       | Відсоток |
| ---------- | -------- |
| українська | 99,08 %  |
| російська  | 0,46 %   |
| білоруська | 0,31 %   |
| румунська  | 0,15 %   |

### Вікова і статева структура
Структура жителів села за віком і статтю (станом на 2011 рік):
| Вік   | Чоловіків | Жінок | Разом |
| ----- | --------- | ----- | ----- |
| 0-17  | 83        | 66    | 149   |
| 18-39 | 87        | 80    | 167   |
| 40-59 | 80        | 68    | 148   |
| 60+   | 36        | 72    | 108   |
| Разом | 286       | 286   | 572   |

### Соціально-економічні показники
| Працездатне населення | Працездатне населення | Працездатне населення | Працездатне населення | Працездатне населення | Працездатне населення | Непрацездатне населення | Непрацездатне населення | Непрацездатне населення | Непрацездатне населення | Непрацездатне населення | Непрацездатне населення | Все населення |
| Чоловіки              | Чоловіки              | Жінки                 | Жінки                 | Разом                 | Разом                 | Чоловіки                | Чоловіки                | Жінки                   | Жінки                   | Разом                   | Разом                   | 572           |
| ос.                   | %                     | ос.                   | %                     | ос.                   | %                     | ос.                     | %                       | ос.                     | %                       | ос.                     | %                       | 572           |
| --------------------- | --------------------- | --------------------- | --------------------- | --------------------- | --------------------- | ----------------------- | ----------------------- | ----------------------- | ----------------------- | ----------------------- | ----------------------- | ------------- |
| 140                   | 24                    | 163                   | 28                    | 309                   | 52                    | 138                     | 23                      | 139                     | 24                      | 277                     | 47                      | 572           |

| Зайняті  | Зайняті  | Зайняті | Зайняті | Зайняті | Зайняті | Безробітні | Безробітні | Безробітні | Безробітні | Безробітні | Безробітні | Все населення |
| Чоловіки | Чоловіки | Жінки   | Жінки   | Разом   | Разом   | Чоловіки   | Чоловіки   | Жінки      | Жінки      | Разом      | Разом      | 572           |
| ос.      | %        | ос.     | %       | ос.     | %       | ос.        | %          | ос.        | %          | ос.        | %          | 572           |
| -------- | -------- | ------- | ------- | ------- | ------- | ---------- | ---------- | ---------- | ---------- | ---------- | ---------- | ------------- |
| 35       | 16       | 25      | 11      | 60      | 27      | 21         | 9          | 29         | 13         | 50         | 22         | 572           |

| Дорослі | Діти | Пенсіонери | Інваліди Німецько-радянської війни | Учасники бойових дій | Інваліди всіх груп і категорій | Люди, які обслуговуються служб. соц. допом. на дому | Неповні сім'ї | Діти з неповних сімей | Багатодітні сім'ї | Діти з багатодітних сімей | Діти-інваліди | Діти-сироти | Одинокі багатодітні матері |
| ------- | ---- | ---------- | ---------------------------------- | -------------------- | ------------------------------ | --------------------------------------------------- | ------------- | --------------------- | ----------------- | ------------------------- | ------------- | ----------- | -------------------------- |
| 458     | 148  | 208        | 2                                  | 1                    | 43                             | 16                                                  | 3             | 5                     | 12                | 45                        | 5             | 3           | -                          |

## Політика

### Органи влади
До 2020 року місцеві органи влади представлені Трипутнянською сільською радою.

### Вибори
Село входить до виборчого округу № 155. У селі розташована виборча дільниця № 560290. Станом на 2011 рік кількість виборців становила 421 особа.

## Культура
У селі працює Трипутнянський сільський будинок культури на 280 місць. Діє Трипутнянська публічно-шкільна бібліотека, книжковий фонд якої становлять 26 069 книг та яка має 8 місць для читання, 2 особи персоналу, кількість читачів — 667 осіб.

### Історія бібліотеки

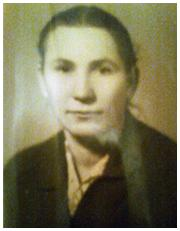
Дем'янець Евгенія перший бібліотекар Трипутнянської бібліотеки

Бібліотеку в селі Трипутня було засновано 1954 рік. Літератури на той час було дуже мало, а бажаючих прочитати книги було багато. В селі Трипутня створювалися хати — читання, де збиралася група людей для, яких були організовані голосні читання. У квітні 1958 року направлена в с. Трипутня спеціаліст бібліотечної справи Осовська Є. М. Осовська Є. М. пропрацювала 27 років. В 1984 році пішла на заслужений відпочинок. Кількість читачів у 1958 році в бібліотеці с. Трипутня 830 з них дітей — 350. Книгозабезпеченість на одного читача була малою. Надходження літератури з кожним роком зростала. В 1966 році бібліотекарю с. Трипутня було присвоєно звання відмінної роботи, нагороджено дипломом. Народилася Євгенія Марківна в 1938 році в с. Турбівка, Попелянський р — н., Житомирська обл. Закінчила Дубенський культосвітній технікум 1956—1958 рр. Під час роботи бібліотекарем була нагороджена медаллю за доблесну працю до 100-річчя з Дня народження Леніна — 1970 році. У 1984 році бібліотекарем с. Трипутня працювала Стасюк Марія Василівна та Тимчишина Віра Федорівна.
В 1987 році бібліотекарем с. Трипутня працювала Разкевич Любов Іванівна. До 1988 року бібліотека знаходилась в старому приміщенні. 1988 році бібліотеку було перенесено в нове приміщення Будинку культури. У 1998 році бібліотеку прийняла Самко Жанна Володимирівна, яка працює до цього часу. В 2002 році сільську і шкільну бібліотеки було об'єднано в публічно– шкільну. Більш детальна інформація Трипутнянська публічна — шкільна бібліотека

## Освіта
У селі діє Трипутнянська загальноосвітня школа І-ІІІ ступенів. У 2011 році в ній навчалося 110 учнів (із 216 розрахованих) та викладало 18 учителів.
Дошкільна освіта представлена дитячим садком «Трипутнянський дошкільний навчальний заклад „Чебурашка“», у якому станом на 2011 рік навчалося 17 дітей і працювало 3 учителі та вихователі.

## Інфраструктура
Наявне відділення поштового зв'язку.

## Ветерани Другої світової війни

### Подик Федір Іванович
Народився 12 травня 1911 року в селі Трипутня Дубровицького району Рівненської області, був одружений з Подик Антоніною Дмитрівною 1914 р. н., виховував сина і доньку, яка невдовзі померла від тифу, що в той час було звичним явищем. Після визволення Дубровичини 10 січня 1944 року силами 397 стрілецької дивізії І Українського фронту, Федір Іванович та багато його односельчан серед яких був і його рідний брат Павло Іванович, поповнили ряди Червоної Армії. На початок війни Подику виповнилося 30 років, службу проходив рядовим солдатом в артилерії. Почав воювати в Україні, і закінчив свій солдатський шлях дорогою понад Віслою в самому Берліні в травні 1945 року. Вернувся з війни живий та здоровий. З 1946 року працював їздовим на фермі, з 1972 року вийшов на пенсію, але не покидав своєї роботи ще протягом майже десяти років до 1980 р. Помер 16 вересня 1999 року. Виховав шестеро дітей. Був нагороджений:
- Орден отечественной войны ІІ степени (№ ордена 5373626,1985 р.)
- Орден "20 лет победы в Великой Отечественной войне 1945—1965гг. (8 апреля 1967г.)
- Орден " 50 лет победы в Великой Отечественной войне 1945—1945гг
- Ювілейна медаль «25 победы в Великой Отечественной войне 1941—1945гг.»
- Ювілейна медаль «30 лет победы в Великой Отечественной войне 1941—1945гг.» (8 мая 1975г.)
- Ювілейна медаль «30 лет победы в Великой Отечественной войне 1941—1945гг.» (1976г.)
- Ювілейна медаль «Сорок лет Победы в Великой Отечественной войне 1941—1945гг
- Ювілейна медаль „50 лет ВООРУЖОННЫХ СИЛ СССР“ (20 декабря 1963г.)
- Ювілейна медаль „ 50 лет Победы в Великой Отечественной войне 1941—1945гг.“
- Ювілейна медаль „ 50 років визволення України“
- Ювілейна медаль „ 70 лет ВООРУЖОННЫХ СИЛ СССР“ (1990 р.)
- Медаль Жукова»(1998 р.)

#### Книги
- Коротун І. М., Коротун Л. К. Географія Рівненської області в 3-х частинах. — Рівне, 1996. — 274 с.
- Літопис УПА / НАН України. Інститут української археографії та джерелознавства ім . М. С. Грушевського. — Київ-Торонто : Видавництво «Літопис УПА» та ін, 2007. — Т. 11: Мережа ОУН(б) і запілля УПА на території ВО «Заграва», «Турів», «Богун» (серпень 1942 — грудень 1943 рр.). — 849 с.
- Олександр Денищук. Злочини польських шовіністів на Волині. Книга перша. Рівненська область. — Рівне : ППДМ, 2003. — 352 с. — ISBN 966-96174-4-8.

#### Офіційні дані та нормативно-правові акти
- Паспорт Дубровицького району (станом на 1 січня 2011 року) (doc). Дубровицька районна рада. Архів оригіналу за 10 лютий 2015. Процитовано 16 жовтня 2019.

#### Мапи
- Історичний Атлас України / Гол. ред. Л. Винар; Упорядн.: І. Тесля, Е. Тютько. Українське історичне товариство. — Монреаль; Нью-Йорк; Мюнхен, 1980. — 182 с.